# China's Next Top Model (mùa 5)
Mùa thứ năm của China's Next Top Model (tiếng Trung: 中国超模) được dựa trên chương trình America's Next Top Model của Mỹ. Cuộc thi được phát sóng vào ngày 21 tháng 5 năm 2015. Mùa này có 16 thí sinh và đây là mùa đầu tiên của chương trình có các thí sinh nam.  Host là 2 siêu mẫu Trung Quốc Hùng Đại Lâm và Trương Lượng.
Điểm đến quốc tế của chương trình là Luân Đôn dành cho top 4, với phần còn lại của chương trình diễn ra tại Thượng Hải.
Người chiến thắng trong cuộc thi là Lí Tư Giai, 21 tuổi từ Cáp Nhĩ Tân. Cô giành được một hợp đồng người mẫu với Paras Talent Management và xuất hiện trên trang biên tập cho Vogue và GQ.

## Các thí sinh
(Tuổi tính từ ngày dự thi)
| Thí sinh | Thí sinh | Thí sinh         | Tuổi | Chiều cao               | Quê quán          | Bị loại ở | Hạng  |
| -------- | -------- | ---------------- | ---- | ----------------------- | ----------------- | --------- | ----- |
|          | 赖郁庭   | Lại Úc Đình      | 22   | 1,77 m (5 ft 9+1⁄2 in)  | Đài Bắc, Đài Loan | Tập 1     | 16–15 |
|          | 姜英     | Khương Anh       | 33   | 1,90 m (6 ft 3 in)      | Bắc Kinh          | Tập 1     | 16–15 |
|          | 哈昇     | Cáp Thăng        | 31   | 1,80 m (5 ft 11 in)     | Đài Bắc, Đài Loan | Tập 2     | 14    |
|          | 徐梦婷   | Từ Mộng Đình     | 18   | 1,72 m (5 ft 7+1⁄2 in)  | Thượng Hải        | Tập 3     | 13    |
|          | 贾珍珍   | Giả Trân Trân    | 20   | 1,73 m (5 ft 8 in)      | Thành Đô          | Tập 4     | 12    |
|          | 于灵芸   | Vu Linh Vân      | 26   | 1,87 m (6 ft 1+1⁄2 in)  | Thượng Hải        | Tập 5     | 11    |
|          | 王萌     | Vương Manh       | 22   | 1,75 m (5 ft 9 in)      | Thượng Hải        | Tập 5     | 10    |
|          | 邓天龙   | Đặng Thiên Long  | 25   | 1,88 m (6 ft 2 in)      | Trùng Khánh       | Tập 6     | 9     |
|          | 伊程     | Y Trình          | 21   | 1,86 m (6 ft 1 in)      | Từ Châu           | Tập 7     | 8     |
|          | 赵卓能   | Triệu Trác Năng  | 24   | 1,78 m (5 ft 10 in)     | Vô Tích           | Tập 8     | 7     |
|          | 黄斯琪   | Hoàng Tư Kỳ      | 18   | 1,76 m (5 ft 9+1⁄2 in)  | Hohhot            | Tập 9     | 6     |
|          | 李浩庭   | Lý Hạo Đình      | 21   | 1,89 m (6 ft 2+1⁄2 in)  | Huệ Châu          | Tập 10    | 5     |
|          | 刘弦夏   | Lưu Huyền Hạ     | 18   | 1,78 m (5 ft 10 in)     | Thiên Tân         | Tập 11    | 4     |
|          | 王仁川   | Vương Nhân Xuyên | 20   | 1,90 m (6 ft 3 in)      | Đại Liên          | Tập 12    | 3     |
|          | 李雪     | Lý Tuyết         | 25   | 1,79 m (5 ft 10+1⁄2 in) | Hoàng Phố         | Tập 12    | 2     |
|          | 李斯佳   | Lý Tư Giai       | 21   | 1,77 m (5 ft 9+1⁄2 in)  | Cáp Nhĩ Tân       | Tập 12    | 1     |

## Thứ tự gọi tên
| Thứ tự | Tập        | Tập         | Tập        | Tập        | Tập        | Tập        | Tập        | Tập           | Tập        | Tập        | Tập        | Tập        | Tập        |
| Thứ tự | 1          | 1           | 2          | 3          | 4          | 5          | 6          | 7             | 8          | 9          | 10         | 11         | 12         |
| ------ | ---------- | ----------- | ---------- | ---------- | ---------- | ---------- | ---------- | ------------- | ---------- | ---------- | ---------- | ---------- | ---------- |
| 1      | Thiên Long | Tư Giai     | Trình      | Huyền Hạ   | Tư Giai    | Hạo Đình   | Trác Năng  | Huyền Hạ      | Tư Giai    | Tư Giai    | Tuyết      | Tuyết      | Tư Giai    |
| 2      | Tuyết      | Thiên Long  | Huyền Hạ   | Nhân Xuyên | Huyền Hạ   | Thiên Long | Tuyết      | Nhân Xuyên    | Tuyết      | Huyền Hạ   | Nhân Xuyên | Tư Giai    | Tuyết      |
| 3      | Hạo Đình   | Hạo Đình    | Tư Giai    | Tư Giai    | Tư Kì      | Tư Giai    | Tư Kì      | Hạo Đình      | Tư Kì      | Haọ Đình   | Tư Giai    | Nhân Xuyên | Nhân Xuyên |
| 4      | Tư Giai    | Huyền Hạ    | Tư Kì      | Tuyết      | Trình      | Tuyết      | Huyền Hạ   | Tư Kì         | Huyền Hạ   | Tuyết      | Huyền Hạ   | Huyền Hạ   |            |
| 5      | Linh Vân   | Tuyết       | Trân Trân  | Trình      | Trác Năng  | Tư Kì      | Trình      | Trác Năng     | Hạo Đình   | Nhân Xuyên | Hạo Đình   |            |            |
| 6      | Trình      | Trình       | Tuyết      | Hạo Đình   | Nhân Xuyên | Trác Năng  | Tư Giai    | Tư Giai Tuyết | Nhân Xuyên | Tư Kì      |            |            |            |
| 7      | Mộng Đình  | Tư Kì       | Nhân Xuyên | Trác Năng  | Tuyết      | Trình      | Nhân Xuyên | Tư Giai Tuyết | Trác Năng  |            |            |            |            |
| 8      | Trân Trân  | Linh Vân    | Trác Năng  | Thiên Long | Hạo Đình   | Nhân Xuyên | Hạo Đình   | Trình         |            |            |            |            |            |
| 9      | Tư Kì      | Thăng       | Mộng Đình  | Manh       | Thiên Long | Huyền Hạ   | Thiên Long |               |            |            |            |            |            |
| 10     | Anh        | Mộng Đình   | Hạo Đình   | Linh Vân   | Manh       | Manh       |            |               |            |            |            |            |            |
| 11     | Úc Đình    | Manh        | Thiên Long | Tư Kì      | Linh Vân   | Linh Vân   |            |               |            |            |            |            |            |
| 12     | Thăng      | Trân Trân   | Linh Vân   | Trân Trân  | Trân Trân  |            |            |               |            |            |            |            |            |
| 13     | Huyền Hạ   | Trác Năng   | Manh       | Mộng Đình  |            |            |            |               |            |            |            |            |            |
| 14     | Manh       | Nhân Xuyên  | Thăng      |            |            |            |            |               |            |            |            |            |            |
| 15     | Nhân Xuyên | Anh Úc Đình |            |            |            |            |            |               |            |            |            |            |            |
| 16     | Trác Năng  | Anh Úc Đình |            |            |            |            |            |               |            |            |            |            |            |

     Thí sinh bị loại
     Thí sinh chiến thắng cuộc thi
- Tập 1 & 5 có loại trừ kép với ba thí sinh rơi vào cuối bảng.
- Trong tập 7, Trình, Tư Giai & Tuyết rơi vào cuối bảng. Tư Giai & Tuyết được cứu với 33 điểm, trong khi Trình đã bị loại.

### Bảng điểm
(Tổng và Trung bình trong bảng được tính từ từng số điểm mỗi tập)
| Hạng  | Thí sinh   | Tập | Tập | Tập | Tập | Tập | Tập | Tập | Tập | Tập | Tập | Tập | Tập | Tổng | Trung bình |
| Hạng  | Thí sinh   | 1   | 2   | 3   | 4   | 5   | 6   | 7   | 8   | 9   | 10  | 11  | 12  | Tổng | Trung bình |
| ----- | ---------- | --- | --- | --- | --- | --- | --- | --- | --- | --- | --- | --- | --- | ---- | ---------- |
| 1     | Tư Giai    | 42  | 37  | 48  | 49  | 44  | 35  | 33  | 50  | 78  | 35  | 49  | 46  | 546  | 45.50      |
| 2     | Tuyết      | 37  | 35  | 46  | 42  | 43  | 38  | 33  | 48  | 66  | 42  | 52  | 45  | 527  | 43.90      |
| 3     | Nhân Xuyên | 29  | 35  | 50  | 43  | 39  | 34  | 41  | 38  | 59  | 35  | 47  | 44  | 494  | 41.10      |
| 4     | Huyền Hạ   | 38  | 40  | 51  | 48  | 38  | 35  | 42  | 42  | 75  | 34  | 38  |     | 481  | 43.70      |
| 5     | Hạo Đình   | 41  | 33  | 42  | 41  | 46  | 33  | 40  | 41  | 67  | 33  |     |     | 417  | 41.70      |
| 6     | Tư Kì      | 36  | 36  | 40  | 47  | 42  | 36  | 35  | 47  | 54  |     |     |     | 373  | 41.44      |
| 7     | Trác Năng  | 30  | 35  | 41  | 44  | 42  | 41  | 34  | 37  |     |     |     |     | 304  | 38.00      |
| 8     | Trình      | 36  | 41  | 42  | 45  | 39  | 35  | 30  |     |     |     |     |     | 268  | 38.29      |
| 9     | Thiên Long | 41  | 33  | 41  | 40  | 45  | 32  |     |     |     |     |     |     | 232  | 38.67      |
| 10    | Manh       | 31  | 32  | 41  | 38  | 37  |     |     |     |     |     |     |     | 179  | 35.80      |
| 11    | Linh Vân   | 35  | 33  | 41  | 37  | 35  |     |     |     |     |     |     |     | 181  | 36.20      |
| 12    | Trân Trân  | 30  | 35  | 39  | 31  |     |     |     |     |     |     |     |     | 135  | 33.75      |
| 13    | Mộng Đình  | 33  | 34  | 38  |     |     |     |     |     |     |     |     |     | 105  | 35.00      |
| 14    | Thăng      | 34  | 31  |     |     |     |     |     |     |     |     |     |     | 65   | 32.50      |
| 15/16 | Anh        | 28  |     |     |     |     |     |     |     |     |     |     |     | 28   | 28.00      |
| 15/16 | Úc Đình    | 28  |     |     |     |     |     |     |     |     |     |     |     | 28   | 28.00      |

     Thí sinh có điểm cao nhất tuần.
     Thí sinh rơi vào cuối bảng.
     Thí sinh bị loại với số điểm thấp nhất.
     Thí sinh chiến thắng cuộc thi.
- Tập 3, 4, 5, 8 & 11 có giám khảo khách mời để chấm điểm. Nghĩa là số điểm cáo nhất sẽ từ 50 tới 60 điểm.

### Buổi chụp hình
- Tập 1: Ảnh mở đầu chương trình
- Tập 2: Hoang dã trong rừng theo nhóm cho Tusk
- Tập 3: Ảnh chân dung vẻ đẹp với hoa
- Tập 4: Rơi từ trên trời cho I'Am
- Tập 5: Đồ chơi trẻ em theo nhóm
- Tập 6: Video âm nhạc: Are You Tide? - Bad Kidz
- Tập 7: Tạo dáng với hình khối treo trên không trung trong khi bị sơn người bạc
- Tập 8: Tạo dáng với túi xách trong tương lai theo kiểu Terminator
- Tập 9: Thức dậy ở dưới nước; Phim thời trang: Bộ sưu tập của Michael Cinco
- Tập 10: Tạo dáng trên thuyền với Trần Nhiên cho OK! girl China
- Tập 11: Ca sĩ Punk rock
- Tập 12: Thời trang cao cấp

### Diện mạo mới
- Hạo Đình: Cạo 2 bên tóc
- Huyền Hạ: Nhuộm sáng màu của lông mi và tạo đường ở phần giữa
- Linh Vân: Tóc buzz và nhuộm màu xanh kim cương
- Manh: Tóc tém ngắn và nhuộm màu lam đen
- Mộng Đình: Nhuộm sáng lên và cắt đều
- Nhân Xuyên: Nhuộm màu vàng bạch kim
- Thiên Long: Nối tóc tới ngang vai
- Trác Năng: Nhuộm màu nâu đậm
- Trân Trân: Cắt ngắn mái và thêm tóc giả ở đằng sau
- Trình: Cạo kiểu quân đội
- Tuyết: Tóc đen vẫy sóng
- Tư Giai: Cạo 1 bên tóc và cắt tầng
- Tư Kì: Nhuộm hồng & trắng, cắt tầng và thêm mái ngố